# 発寒神社
発寒神社、發寒神社（はっさむじんじゃ）は、北海道札幌市西区発寒11条3丁目1番33にある神社。道路を挟んだ向かいには札幌市立発寒小学校がある。
祭神は豊受大神（とようけのおおかみ）と倉稲御魂大神（うがのみたまのおおかみ）。
境内には1857年（安政4年）に旗本20人が入植したことを記念した発寒移住記念碑と、1876年（明治9年）に屯田兵32戸が入植したことを記念した発寒屯田兵移住百年記念碑の2つが建っている。
また、境内には復元されたストーンサークルもある。現物の遺跡は10世紀前後のものと推定され、さらにその場所に後代の墓が重複した「二重墳墓」となっていた。

## 歴史
記念碑の記述と異なる年代もあるが、参考資料のママとする。
- 1856年（安政3年）、幕府の命を受けた山岡精次郎らが開拓に訪れ、稲荷社を創建する[2]。
- 1875年（明治8年）、屯田兵32戸が入植し発展を遂げる[2]。
- 1898年（明治31年）12月、伊勢大神宮より豊受大神の分霊を受ける[2]。
- 1899年（明治32年）3月、神社明細帳に記載される[2]。
- 1903年（明治36年）1月、それまでの石狩国札幌郡発寒村稲荷神社から、発寒神社と改称する[2]。
- 1932年（昭和7年）11月、二重墳墓が発掘される[1]。

## ギャラリー

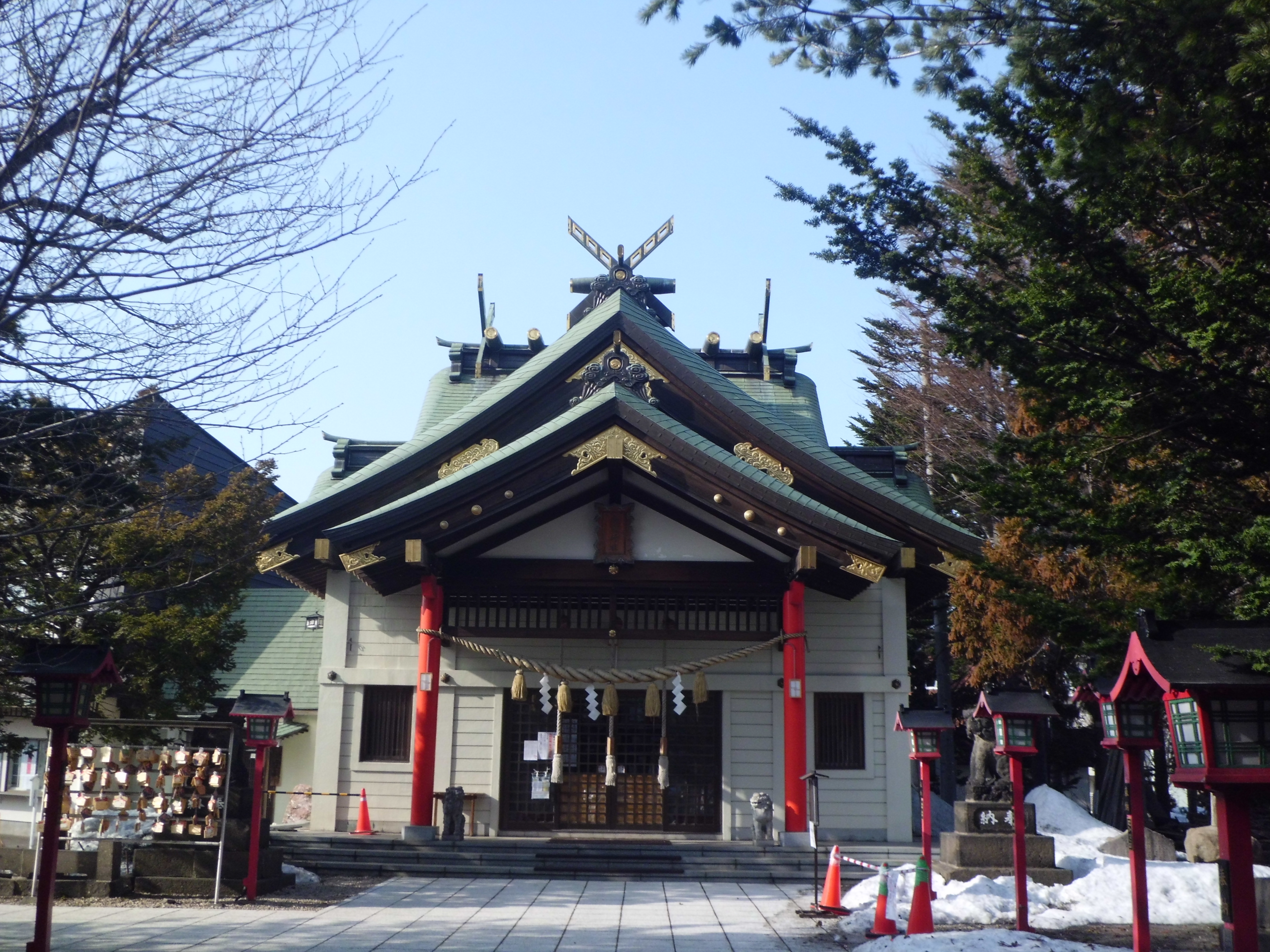
社殿
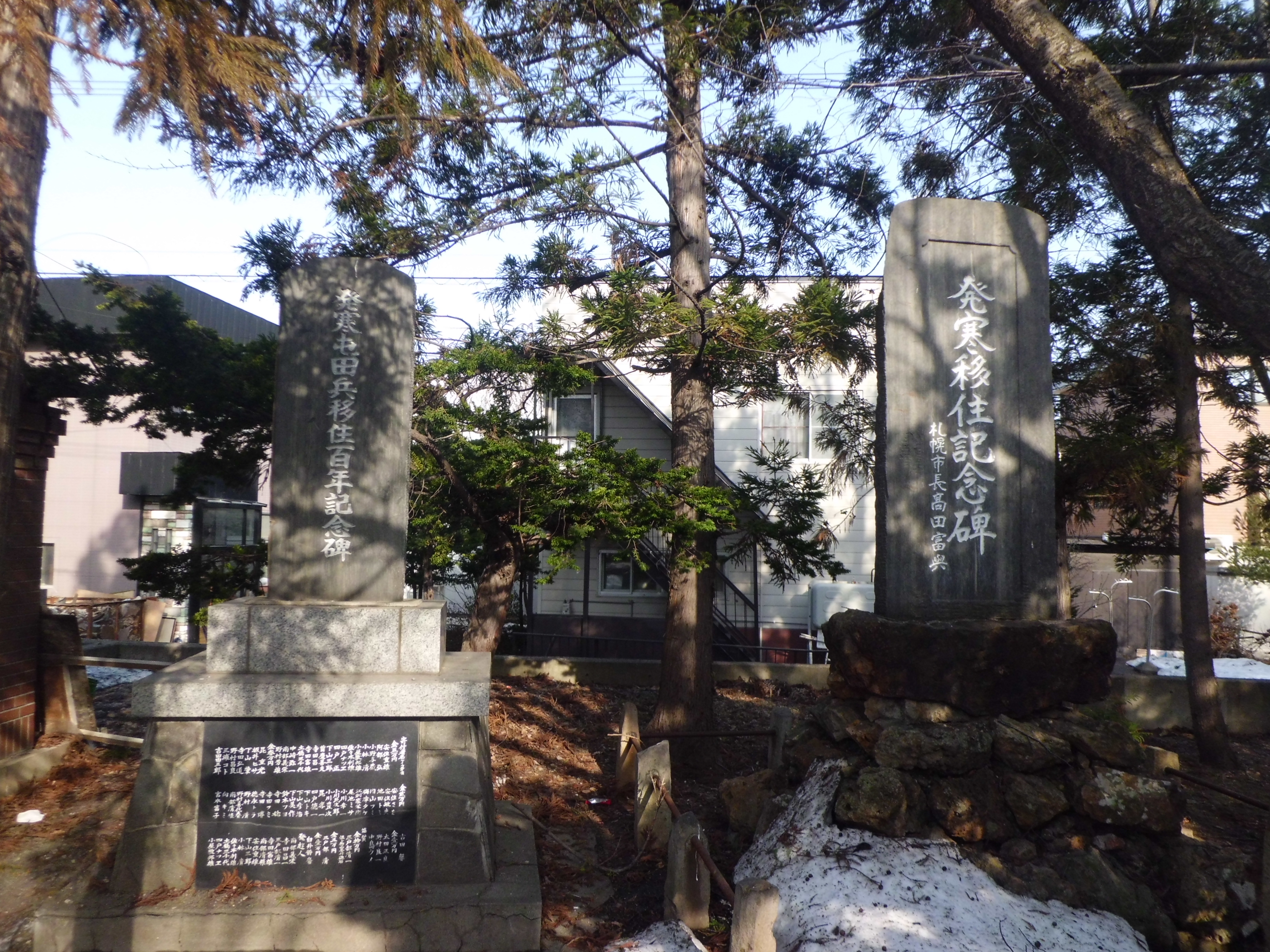
移住記念碑
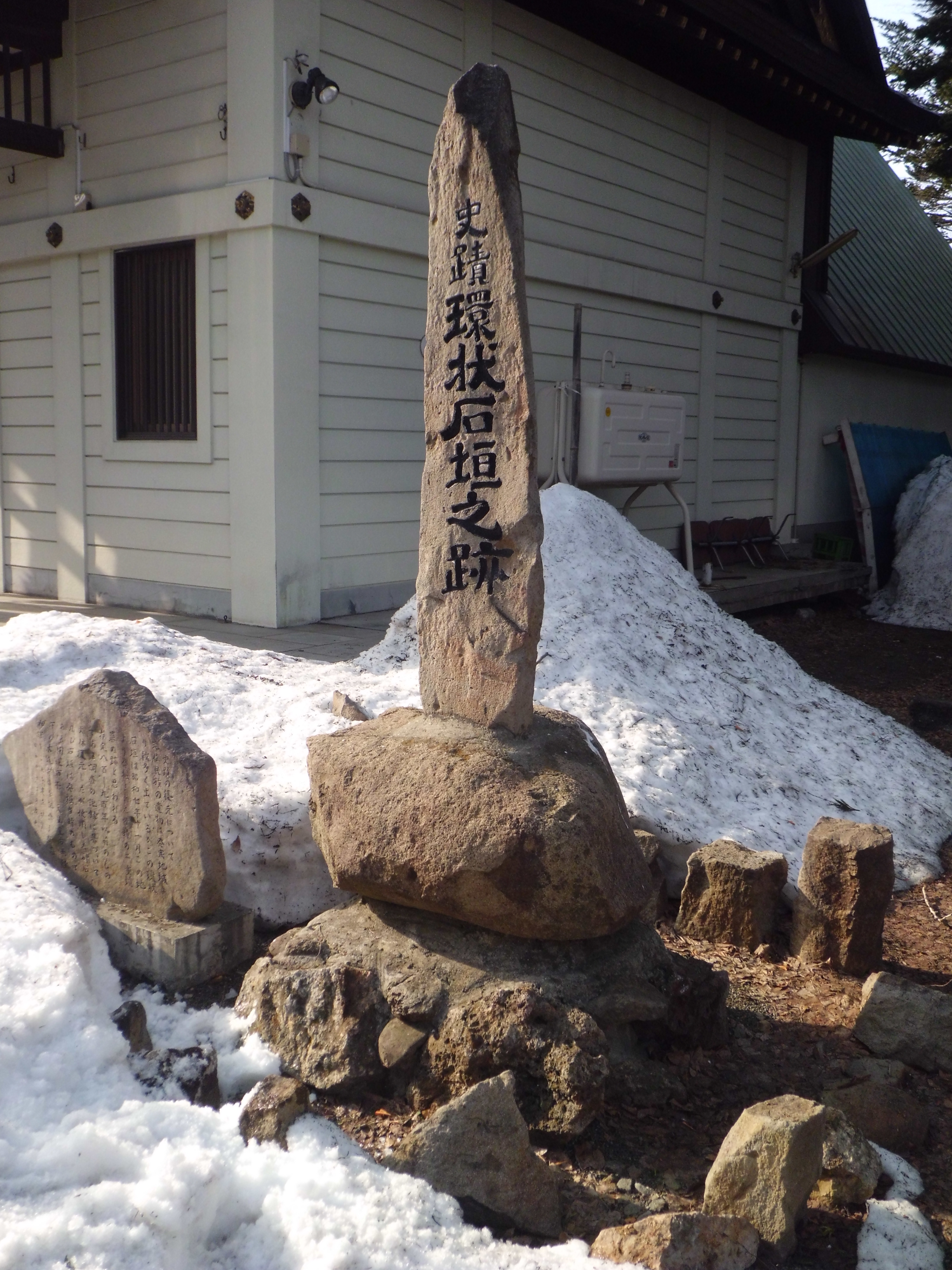
環状石垣之跡
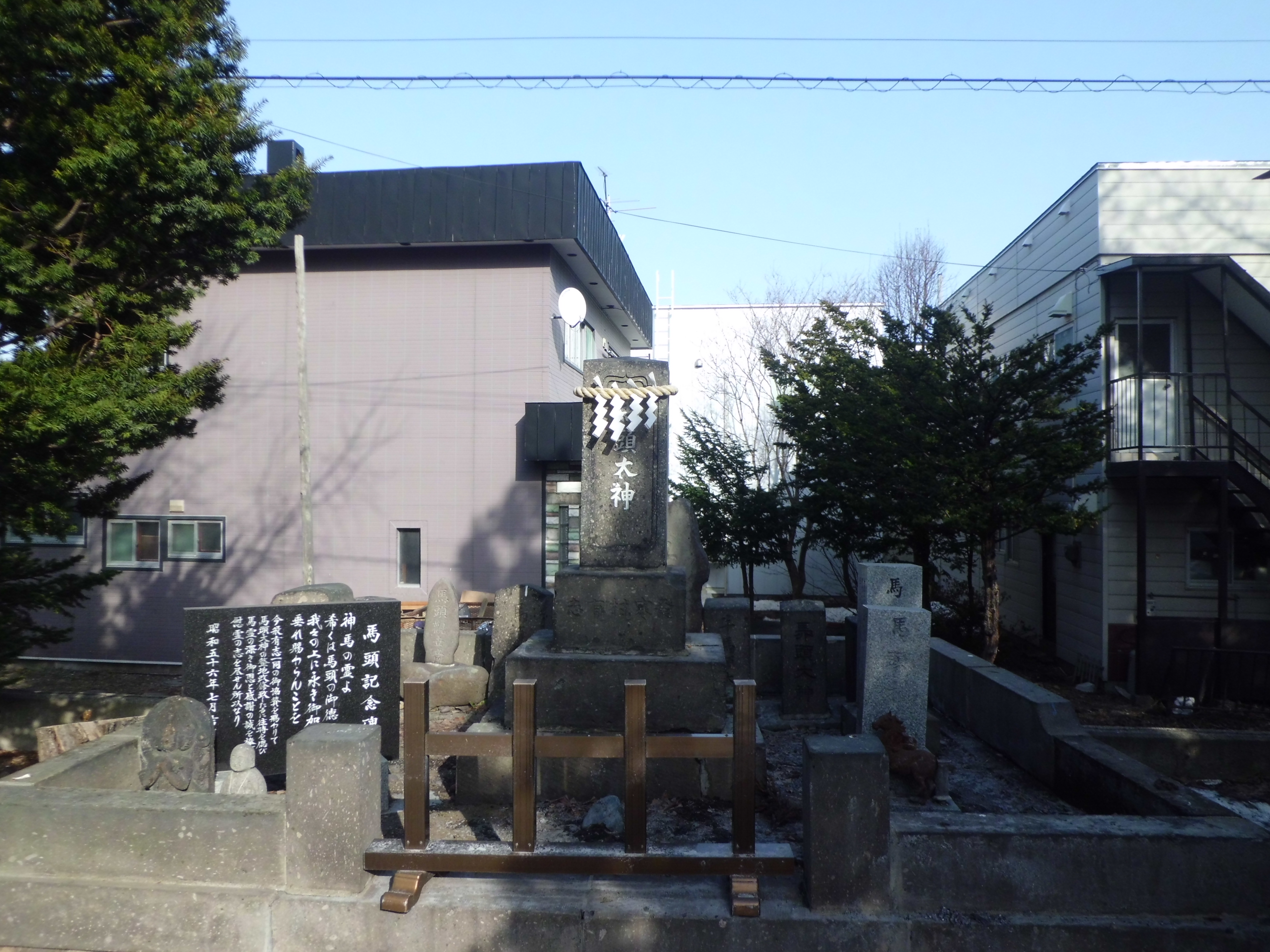
馬頭大神